# 塞纳斯
塞纳斯（法語：Sénas，法語發音：[senas]）是法国罗讷河口省的一个市镇，属于阿尔勒区。

## 地理
塞纳斯（43°44'40"N, 5°4'43"E）面积30.61 平方千米，位于法国普罗旺斯-阿尔卑斯-蓝色海岸大区罗讷河口省，该省份为法国东南部沿海省份，北起沃克吕兹省，西接加尔省，南濒地中海，东临瓦尔省。
与塞纳斯接壤的市镇（或旧市镇、城区）包括：阿兰斯、埃吉耶尔、拉马农、马勒莫尔、奥尔贡、舍瓦勒布朗。
塞纳斯的时区为UTC+01:00、UTC+02:00（夏令时）。

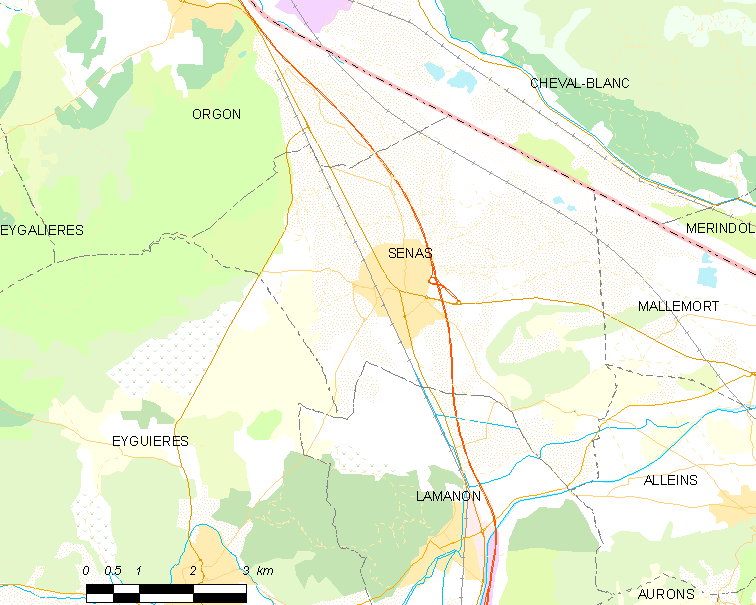
塞纳斯的OSM定位图

## 行政
塞纳斯的邮政编码为13560，INSEE市镇编码为13105。

## 政治
塞纳斯所属的省级选区为普罗旺斯地区萨隆第一县。

## 人口

1962-2008年间塞纳斯人口变化图示

塞纳斯于2022年1月1日时的人口数量为6829人。